# Divizia A 1989-1990
La Divizia A 1989-1990 è stata la 72ª edizione della massima serie del campionato di calcio rumeno, disputato tra il 23 agosto 1989 e il 7 giugno 1990 e concluso con la vittoria finale della Dinamo București, al suo tredicesimo titolo.
Capocannoniere del torneo fu Gavril Balint (Steaua București), con 19 reti.

## Formula
Come nella stagione precedente le squadre partecipanti furono 18 e disputarono un turno di andata e ritorno per un totale di trentaquattro partite.
Le ultime tre classificate retrocedettero in Divizia B.
Le qualificate alle coppe europee furono cinque: la vincente alla coppa dei Campioni 1990-1991, terza, quarta e quinta alla Coppa UEFA 1990-1991 e la finalista della coppa di Romania alla coppa delle Coppe 1990-1991.

## Classifica finale
|    | Classifica            | G  | V  | N | P  | GF | GS | Dif | Pt |
| -- | --------------------- | -- | -- | - | -- | -- | -- | --- | -- |
| 1  | Dinamo București      | 34 | 26 | 5 | 3  | 96 | 23 | +73 | 57 |
| 2  | Steaua București      | 34 | 26 | 4 | 4  | 89 | 30 | +59 | 56 |
| 3  | Universitatea Craiova | 34 | 19 | 6 | 9  | 56 | 27 | +29 | 44 |
| 4  | Petrolul Ploiești     | 34 | 17 | 7 | 10 | 56 | 40 | +16 | 41 |
| 5  | Politehnica Timișoara | 34 | 17 | 7 | 10 | 65 | 40 | +25 | 41 |
| 6  | Inter Sibiu           | 34 | 16 | 4 | 14 | 52 | 42 | +10 | 36 |
| 7  | FCM Brașov            | 34 | 13 | 9 | 12 | 42 | 57 | -15 | 35 |
| 8  | Corvinul Hunedoara    | 34 | 14 | 4 | 16 | 37 | 56 | -19 | 32 |
| 9  | Farul Constanța       | 34 | 11 | 9 | 14 | 54 | 54 | 0   | 31 |
| 10 | FC Bihor Oradea       | 34 | 13 | 4 | 17 | 61 | 61 | 0   | 30 |
| 11 | Sportul Studențesc    | 34 | 12 | 6 | 16 | 43 | 57 | -14 | 30 |
| 12 | FC Argeș Pitești      | 34 | 13 | 3 | 18 | 38 | 45 | -7  | 29 |
| 13 | U Cluj                | 34 | 10 | 9 | 15 | 40 | 60 | -20 | 29 |
| 14 | Jiul Petroșani        | 34 | 12 | 5 | 17 | 41 | 54 | -13 | 29 |
| 15 | SC Bacău              | 34 | 12 | 5 | 17 | 43 | 56 | -13 | 29 |
| 16 | Flacăra Moreni        | 34 | 10 | 8 | 16 | 37 | 48 | -11 | 28 |
| 17 | Victoria București    | 33 | 8  | 5 | 20 | 24 | 64 | -40 | 21 |
| 18 | FC Olt Scornicești    | 33 | 4  | 4 | 25 | 16 | 76 | -60 | 12 |

### Verdetti
- Dinamo București Campione di Romania 1989-90.
- Flacăra Moreni retrocessa in Divizia B.
- Victoria București e FC Olt Scornicești sciolte

### Qualificazioni alle Coppe europee
- Coppa dei Campioni 1990-1991: Dinamo București qualificato.
- Coppa UEFA 1990-1991: Universitatea Craiova, Petrolul Ploiești e Politehnica Timișoara qualificate.